# 阿部重典の元気マーケット
『阿部重典の元気マーケット』（あべしげのりのげんきマーケット）は、1994年4月4日から2001年3月28日まで茨城放送（現在のLuckyFM茨城放送）で放送していたワイド番組である。放送時間は毎週月曜 - 水曜 9:00 - 11:50 （日本標準時）。

## 概要
平日午前の茨城放送は、朝のワイド番組『IBSフレッシュモーニング』（月曜 - 土曜、7:00 - 9:00）と午前のワイド番組『ザ・モーニング野村邦夫です』（月曜 - 木曜、9:05 - 11:55）などを放送したが、1990年秋の改編で『おはよう阿部ニュー』（月曜 - 木曜、7:00 - 11:00）などの4時間枠のワイド番組に統合した。1994年春の改編で平日午前枠を朝のワイド番組枠と午前のワイド番組枠に分割し、後者の枠に充てられたのが本番組である。
番組は、2001年春の改編を機に同タイトルでの放送を終了した。『阿部重典のOH!ワンダフル』と改題し、以後は木曜の放送も行うようになった。

## 出演者
- パーソナリティ：阿部重典
- 初代アシスタント：林美津子（1994年 - 1996年3月）
- 2代目アシスタント：渡辺美奈子（1996年4月 - 2000年3月）
- 3代目アシスタント：増田明美（2000年4月 - 2001年3月）

## コーナー
- オープニングリクエスト - 9時の時報とともにすぐオープニングに入るのではなく、必ずリクエスト曲を1曲掛けてからオープニングに入っていた。
- スクーピーレポート
- 今日のお元気さん - 10時台[2]・11時台最初のコーナー。
- クイズ変幻自在 - 聴取者参加コーナー。クイズを1問出題後に電話・FAXで答えの受付が開始され、阿部とアシスタントのトーク、その後に1曲流して応募は締め切られる。答えは締切直後に発表し、当選者（古潭の食事券）はエンディングで発表される[3]。計算方法は全応募者○名の中から正解者は○名と発表される。
- ジャパネットたかたラジオショッピング
- 名刺でBINGO! - 途中打ち切り。
- ちょっとした幸せ - 末期の半年間のみ実施。
- 私の十大ニュース（月曜）
- 集まれ！元気町内会（火曜）
- アベジンの魔法のランプ（水曜）

## エピソード
2001年3月27日・28日にはアシスタントの増田が風邪で番組を休んだため、番組ラストの2日間はパーソナリティの阿部が1人で番組を進行することになった。